# François-Nicolas-Madeleine Morlot

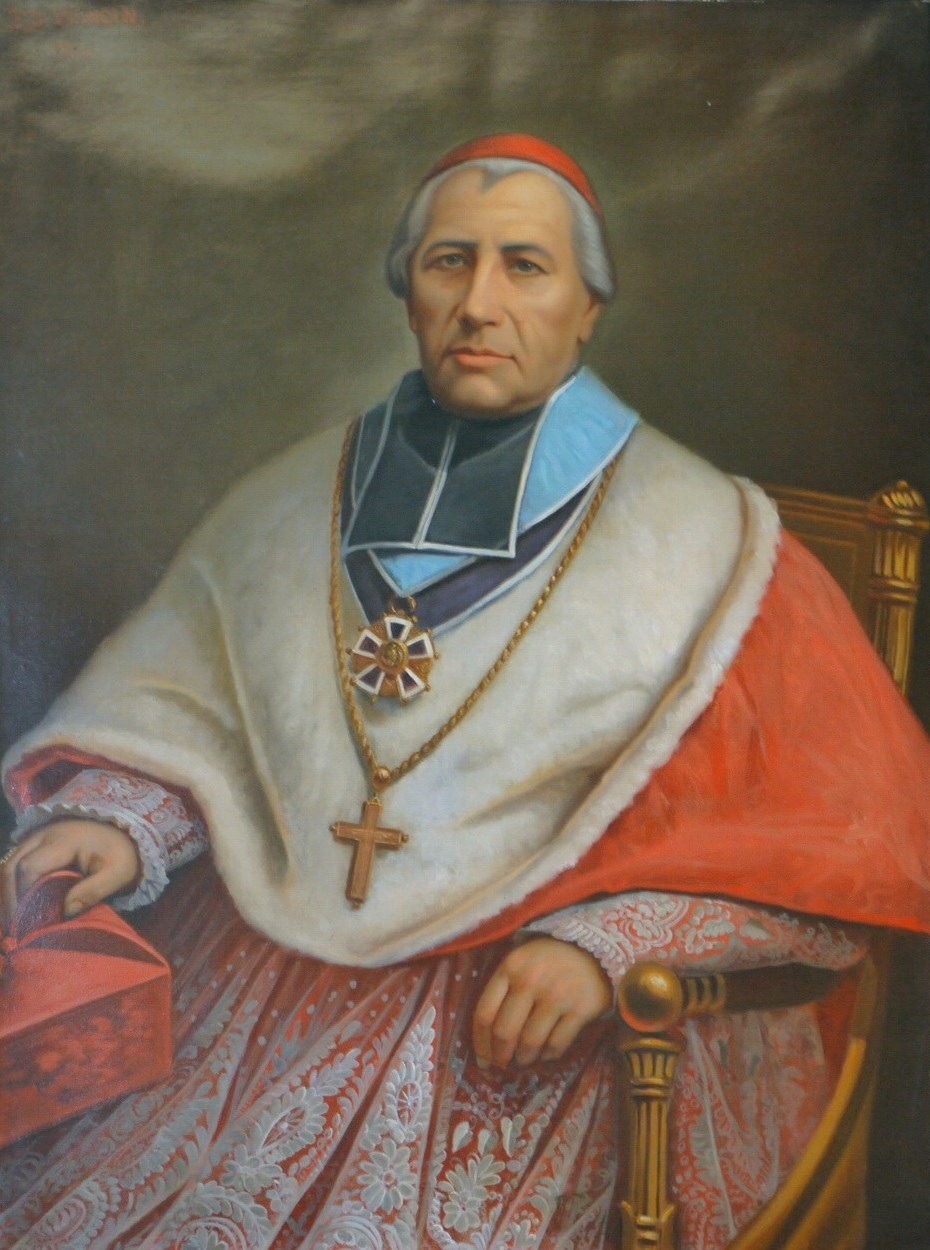
Kardinal Morlot (um 1860)

François-Nicolas-Madeleine Morlot (* 28. Dezember 1795 in Langres; † 29. Dezember 1862 in Paris) war Kardinal der Römisch-Katholischen Kirche und Erzbischof von Paris.

## Werdegang

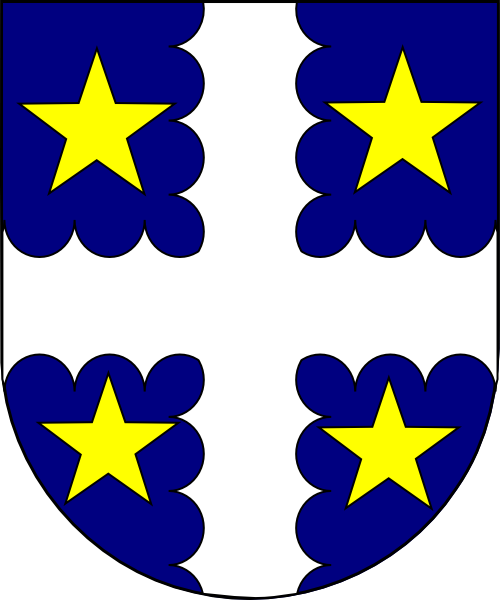
Wappenschild des Kardinals

Er erhielt seine Ausbildung im Kolleg seiner Heimatstadt Langres und im Grand Séminaire von Dijon. Am 27. Mai 1820 empfing er dort die Priesterweihe. Über den Weg als Generalvikar kam er ins dortige Domkapitel. Am 10. März 1839 wurde er vom französischen König Louis-Philippe zum Bischof von Orléans ernannt. Die Bischofsweihe spendete ihm am 18. August desselben Jahres in Paris der Bischof von Nancy Charles-Auguste-Marie-Joseph de Forbin-Janson; Mitkonsekratoren waren Louis Blanquart de Bailleul, Bischof von Versailles, und Jean Lemercier, ehemaliger Bischof von Beauvais. 1842 wurde er Erzbischof von Tours. Am 7. März 1853 wurde Morlot von Papst Pius IX. zum Kardinal erhoben. Als Titelkirche erhielt er die Basilika der Santi Nereo e Achilleo in Rom zugewiesen. Nach der Ermordung des Pariser Erzbischofs Auguste Sibour wurde er am 24. Januar 1857 zu dessen Nachfolger bestimmt. Die Amtseinführung erfolgte im März/April desselben Jahres.
Er starb Ende 1862 und wurde in der Kathedrale Notre Dame de Paris beigesetzt.